# Conflit de la zone coréenne démilitarisée
Conflit coréen
Le conflit de la zone coréenne démilitarisée (DMZ), également appelé seconde guerre de Corée par certains,, est une série d'affrontements armés ayant opposé les forces nord-coréennes et les forces de la Corée du Sud et des États-Unis, s'étalant en grande partie de 1966 à 1969 dans la zone coréenne démilitarisée.

## Contexte
La guerre de Corée a dévasté à la fois la Corée du Nord et la Corée du Sud, et bien qu'aucune des deux parties n'ait renoncé à ses prétentions à réunifier la Corée sous son contrôle, aucune des deux parties n'est en mesure de forcer la réunification.
En septembre 1956, le président des chefs d'état-major interarmées, l'amiral Radford, indique au sein du gouvernement américain que l'intention de l'armée est d'introduire des armes atomiques en Corée, ce qui est accepté par le Conseil de sécurité nationale des États-Unis et le président Eisenhower. Cependant, le paragraphe 13 (d) de l'accord d'armistice coréen prévoit qu'aucune des deux parties ne peut introduire de nouveaux types d'armes en Corée, empêchant ainsi l'introduction d'armes nucléaires et de missiles. Les États-Unis décident d'abroger unilatéralement le paragraphe 13 (d), rompant ainsi l'accord d'armistice, malgré les inquiétudes des alliés des Nations unies,. Lors d'une réunion du 21 juin 1957 de la Commission militaire d'armistice, les États-Unis informent les représentants nord-coréens que le commandement de l'ONU ne se considère plus lié par le paragraphe 13 (d) de l'armistice,. En janvier 1958, des missiles Honest John à armement nucléaire et des canons atomiques de 280 mm sont déployés en Corée du Sud, suivis en un an par des munitions de démolition atomique et des missiles de croisière Matador à armement nucléaire capables d'atteindre la Chine et l'Union soviétique,.
La Corée du Nord dénonce l'abrogation du paragraphe 13(d) comme une tentative de détruire l'accord d'armistice et de transformer la Corée en une zone de guerre atomique américaine. Les autorités répondent en creusant d'énormes fortifications souterraines résistantes aux attaques nucléaires et en déployant ses forces conventionnelles en avant afin que toute utilisation d'armes nucléaires mette également en danger les forces sud-coréennes et américaines. En 1963, la Corée du Nord demande l'aide de l'Union soviétique pour développer des armes nucléaires, mais cela lui est refusée. Plus tard, la Chine, après ses essais nucléaires, rejeta également les demandes d'aide nord-coréennes pour le développement d'armes nucléaires.
En Corée du Nord, le départ de l'Armée populaire de libération en octobre 1958 permet à Kim Il-sung de consolider sa base de pouvoir et de se lancer dans le mouvement Chollima d'agriculture collectivisée et d'industrialisation pour construire une base pour réunifier la Corée par la force. La Corée du Nord restait cependant dépendante de l'Union soviétique pour la technologie et de la Chine pour l'aide agricole.
Après la guerre, la Corée du Sud reste l'un des pays les plus pauvres du monde pendant plus d'une décennie. En 1960, son produit intérieur brut par habitant est de 79 dollars, inférieur à celui de la plupart des pays d'Amérique latine et de certains pays d'Afrique subsaharienne. La révolution d'avril qui a contraint le président Syngman Rhee à quitter ses fonctions en avril 1960 est suivie d'une brève période de démocratie avant qu'un coup d'État ne conduise le général Park Chung-hee à prendre le pouvoir en mai 1961. Malgré les troubles politiques, l'économie sud-coréenne continue de croître, tirée par le secteur industriel. La croissance industrielle rapide commence à la fin des années 1960, le produit intérieur brut par habitant passant de 100 dollars en 1964 à 1 000 dollars en 1977.
Le 10 décembre 1962, Kim propose une nouvelle stratégie militaire au Comité central du Parti des travailleurs de Corée, mettant davantage l'accent sur la guerre irrégulière, l'agitation et la propagande, à réaliser d'ici la fin du plan septennal actuel en 1967.
En juin 1965, le président Park signe un traité normalisant les relations avec le Japon, qui comprend le paiement de réparations et l'octroi de prêts à des conditions favorables par le Japon et conduit à une augmentation des échanges et des investissements entre les deux pays. En juillet 1966, la Corée du Sud et les États-Unis signent un accord sur le statut des forces, établissant une relation plus égalitaire entre les deux nations. Avec sa puissance économique croissante et la garantie de sécurité des États-Unis, la menace d'une invasion conventionnelle du nord semblait de plus en plus éloignée. À la suite de l'escalade de la guerre du Viêt Nam avec le déploiement de troupes de combat au sol en mars 1965, la Corée du Sud déploie la division Capitale et la 2e brigade de marine au sud du Vietnam en septembre 1965, suivies de la division White Horse en septembre 1966.
Le début des hostilités peut être attribué à un discours prononcé par le dirigeant nord-coréen Kim Il-sung le 5 octobre 1966, à la conférence du Parti des travailleurs de Corée, où le statu quo de l'accord d'armistice de 1953 a été contesté. Il a apparemment perçu que la division des efforts par l'armée sud-coréenne et l'escalade sans cesse croissante de l'engagement américain au Vietnam avaient créé un environnement où la guerre irrégulière pouvait réussir d'une manière où la guerre conventionnelle aurait échoué. Kim croyait qu'il pourrait forcer une scission entre les États-Unis et la Corée du Sud par des provocations armées ciblant les forces américaines qui, avec d'autres engagements mondiaux et de guerres à petites échelles, obligeraient les États-Unis à réévaluer ou à renoncer à leur engagement envers la Corée du Sud, permettant à la Corée du Nord d'inciter une insurrection dans le Sud qui renverserait l'administration de Park.
Des campagnes de propagande ont eu lieu entre le nord et le sud, telles que des émissions diffusés en haut-parleurs à travers la DMZ ou la distribution de centaines de millions de tracts de la Corée du Nord, comme l'opération Jilli qui s'est étalée de 1964 à 1968.

## Forces armées

### Corée du Nord
En 1966, l'Armée populaire coréenne (KPA) a déployé huit divisions d'infanterie le long de la DMZ, soutenues par huit autres divisions d'infanterie, trois divisions d'infanterie motorisées, une division de chars et un ensemble de brigades et de régiments d'infanterie et de chars distincts. Son personnel forcé armé s'élevait au total à 386 000 personnes. Bien que puissante, cette force conventionnelle était plus petite que les forces terrestres du Sud composés d'environ 585 000 hommes, et il était peu probable que le Nord puisse porter un coup de grâce avant que les États-Unis ne puissent déployer des forces supplémentaires.
La principale arme de guerre non conventionnelle est le Bureau de reconnaissance du ministère de la Défense sous le contrôle opérationnel du Département de liaison du Parti des travailleurs de Corée, qui comprend la 17e brigade de reconnaissance à pied, l'unité 124 et la 283e unités de l'armée. Ces unités étaient toutes hautement entraînées et endoctrinées, qualifiées dans les démolitions et les tactiques de petites unités. Elles opéraient généralement en petites équipes de 2 à 12 hommes, légèrement armées de mitraillettes PPS ou d'AK-47. Le Bureau de reconnaissance contrôlait également la 23e brigade amphibie, qui utilisait des bateaux d'infiltration spécialement conçus pour opérer le long de la côte sud-coréenne. Le Bureau de reconnaissance pouvait également utiliser les forces conventionnelles de la KPA et de la marine populaire coréenne pour soutenir l'infiltration et l'exfiltration de ses équipes.
En plus des forces irrégulières offensives, la Corée du Nord a également déployé plusieurs milliers d'opérateurs-agitateurs pour sélectionner, former et superviser des informateurs et des recrues à la guérilla, tandis que d'autres ont tenté de provoquer des défections individuelles et le mécontentement de l'unité dans l'Armée de terre de la république de Corée (ROK), sapant généralement leur moral ainsi qu'aux Américains.

### États-Unis et Corée du Sud
Les principales unités de combat terrestre américaines en Corée étaient la 2e division d'infanterie (2ID) et la 7e division d'infanterie (7ID), le Ier corps et la 8e armée. La 2ID se tenait aux côtés de la 3e brigade sur 29,8 km de la zone démilitarisée coréenne (DMZ) essentiellement au nord de Séoul de part et d'autre de Panmunjeom, avec neuf autres divisions de l'Armée de terre de la république de Corée (ROK) occupant les 212,8 km restants de la DMZ. Toutes les forces américaines et de la ROK étaient sous le contrôle opérationnel unifié du Commandement des Nations Unies en Corée (qui commandait également les forces américaines en Corée), supervisé par le général Charles H. Bonesteel III (en). Les deux divisions de l'armée américaine étaient sérieusement en sous-effectif car le Viêt Nam avait la priorité pour la main-d'œuvre et l'équipement. Les troupes étaient équipées de fusils M14 plutôt que de M16, les seuls chars disponibles étaient des M48A2C à essence plus anciens, et il n'y avait au total que 12 hélicoptères UH-1 Huey en Corée du Sud, ce qui restreignait sérieusement la capacité de chasser et d'engager des infiltrés. Les troupes étaient généralement des conscrits effectuant une tournée de 13 mois, tandis que les officiers expérimentés et les sous-officiers préféraient servir au Viêt Nam plutôt qu'en Corée. Les divisions ROK étaient bien entraînées et très motivées avec de nombreux officiers et sous-officiers vétérans de la guerre de Corée, mais tout leur équipement remontait à cette guerre ; leur fusil standard était toujours le M1 Garand.
L'objectif opérationnel principal des divisions US et ROK était de se défendre contre une invasion conventionnelle de la Corée du Nord lors d'une répétition de l'attaque de juin 1950. Bien qu'ayant fait face à plusieurs infiltrations régulières dans le Sud pour la collecte de renseignements, la guerre non conventionnelle n'était pas considérée comme une menace particulière et les troupes n'étaient généralement pas entraînées ou équipées pour ce rôle. Aucune unité de contre-guérilla ou milice villageoise n'existait en Corée du Sud en 1966 et les infiltrés étaient chassés de diverses manières par l'armée, la police et l'Agence centrale de renseignement coréennes sans contrôle unifié.
En 1976, dans des procès-verbaux de réunion désormais déclassifiés, le sous-secrétaire américain à la Défense, William Clements, annonce à Henry Kissinger au moins 200 raids ou incursions en Corée du Nord depuis le sud, mais pas par l'armée américaine. Les détails de quelques-unes seulement de ces incursions sont devenus publics, y compris les raids des forces sud-coréennes en 1967 où ont été sabotées environ 50 installations nord-coréennes. Jusqu'à 7 700 soldats et agents sud-coréens se sont infiltrés en Corée du Nord de la fin de la guerre de Corée jusqu'en 1972, dont environ 5 300 ne sont jamais revenus,.
Les forces terrestres étaient appuyées par des chasseurs-bombardiers de la 314e division aérienne de l'USAF et par l'Force aérienne de la république de Corée. Les mers autour de la Corée étaient sous le contrôle de la septième flotte des États-Unis et de la Marine de la république de Corée. Comme pour l'armée, la guerre au Vietnam était l'objectif principal de l'USAF et de l'USN dans le Pacifique.

## Stratégies de défense
À partir d'octobre 1964, les Nord-Coréens ont intensifié l'infiltration des collecteurs de renseignements et des propagandistes dans le Sud. En octobre 1966, plus de 30 soldats sud-coréens et au moins 10 civils avaient été tués lors d'affrontements avec des infiltrés nord-coréens ; cependant, aucun affrontement similaire n'avait eu lieu le long de la section de la DMZ contrôlée par les États-Unis. En octobre 1966, la Corée du Sud a organisé une attaque de représailles sans demander l'approbation du général Bonesteel, provoquant des tensions entre le commandement américain, qui souhaitait éviter les violations de l'armistice, et les Sud-Coréens, qui subissaient des pertes continues.
À la suite de la première attaque de l'Armée populaire de Corée (KPA) contre les forces américaines en novembre 1966, le général Bonesteel a formé un groupe opérationnel pour analyser la stratégie nord-coréenne et développer une contre-stratégie pour la vaincre. Constatant que les doctrines tactiques existantes de l'armée américaine étaient inapplicables à la situation à laquelle elles étaient confrontées, le groupe a élaboré sa propre doctrine pour répondre à ses besoins opérationnels. Trois types d'opérations ont été identifiés : d'abord pour se prémunir contre les infiltrations à travers la DMZ ; le deuxième était un effort naval similaire le long des côtes ; et troisièmement, les opérations de contre-guérilla à l'intérieur des terres. Les trois types d'opérations devaient être accomplies sans compromettre la défense conventionnelle de la Corée du Sud ni faire passer le conflit d'une faible intensité à une guerre totale.

### Zone démilitarisée

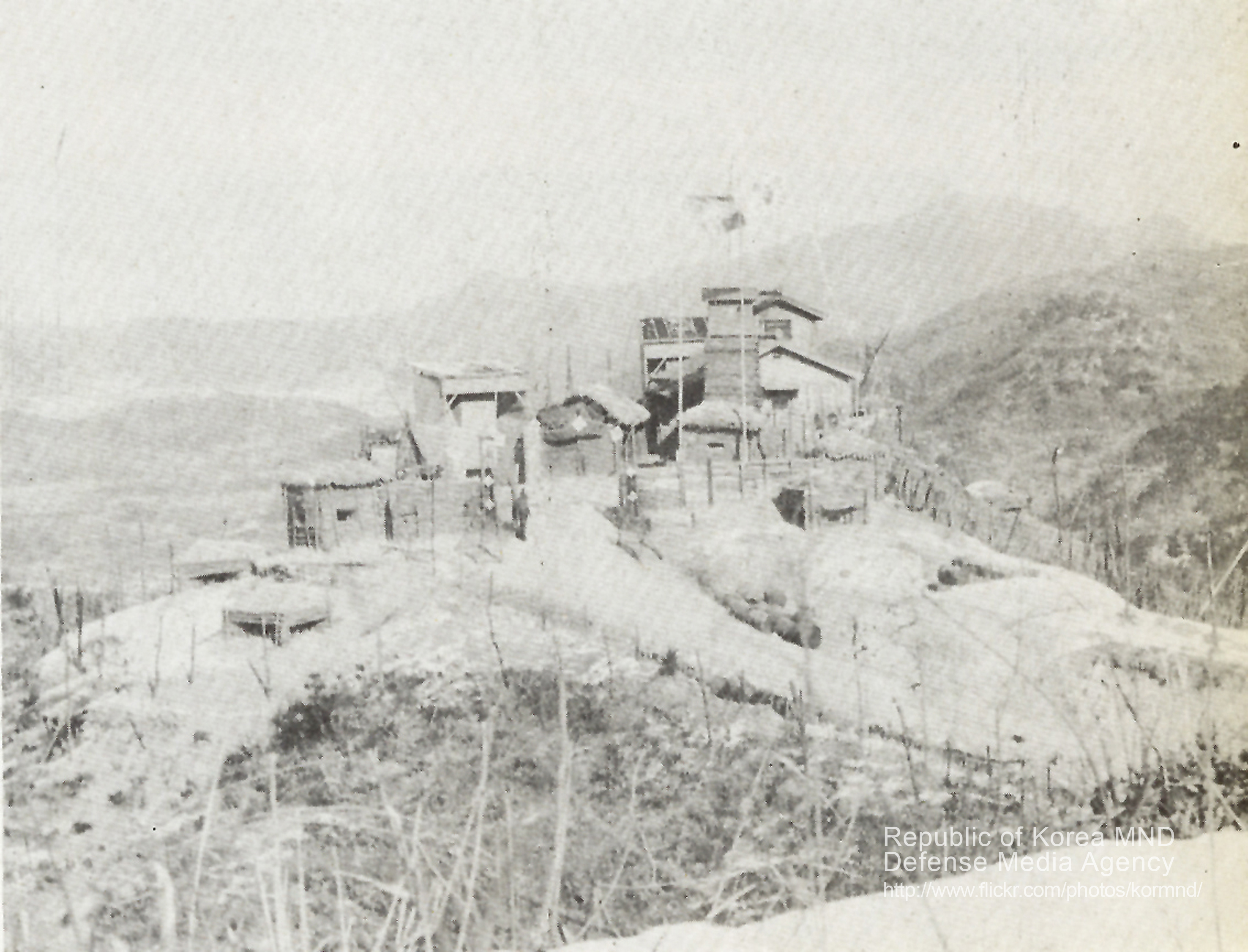
Un poste de garde DMZ sud-coréen.

À partir de 1967, le Commandement des Nations unies a développé une défense en couches de la zone démilitarisée coréenne (DMZ). L'armistice a limité la fortification à l'intérieur de la DMZ, où les défenses se limitaient à des patrouilles et à des postes d'observation sans armes lourdes. Des patrouilles plus agressives de la DMZ ont été ordonnées avec des patrouilles opérant pendant vingt-quatre heures, effectuant des reconnaissances le jour et établissant des embuscades la nuit ; la plupart des pertes américaines sont survenues au cours de ces patrouilles. Les postes d'observation étaient fortifiés avec des sacs de sable et des mitrailleuses et des fusils sans recul y étaient fréquemment cachés en violation de l'armistice. Le général Bonesteel a obtenu un financement de 30 millions de dollars de l'US Army Combat Developments Command pour créer une barrière de test démilitarisé le long de la partie de la DMZ occupée par la 2ID et la 21e division d'infanterie de la ROK. Au-delà de la limite sud ou « bande sud » de la DMZ, aucune restriction défensive ne s'appliquait et une force combinée d'ingénieurs américano-coréens a construit une barrière en profondeur comprenant une clôture à mailles losangées de 3 mètres de haut, surmontée de trois brins de fil accordéon et renforcée par des jeunes arbres entrelacés et des piquets d'ingénieur en acier, surplombé par un étroit chemin de sable ratissé parallèle à la clôture pour mettre en évidence les empreintes de pas.
Derrière la bande de sable se trouvait une zone de destruction dégagée de 120 mètres de large dans laquelle des mines et des câbles emmêlés faisaient face à une ligne de positions défensives conventionnelles de mitrailleuses imbriquées et de tirs de mortier et d'artillerie préenregistrés qui dominaient la zone de destruction. Des tours d'observation se tenaient à intervalles le long du chemin pour permettre une vue dégagée sur les zones ouvertes. Divers appareils électroniques et capteurs ont été testés sur la barrière similaire à la ligne McNamara au Vietnam, mais à l'exception des lunettes Starlight, ils s’avéreront largement inefficaces. La barrière ne pouvait pas empêcher l'infiltration (on estimait que les Nord-Coréens pouvaient traverser la clôture en 30 à 40 secondes), mais elle était plutôt destinée à ralentir le mouvement et à faciliter l'observation.
Derrière la barrière se trouvaient les forces de réaction rapide de l'infanterie mécanisée, des chars et de la cavalerie blindée afin de traquer les infiltrés. Les règles d'engagement ont également été assouplies pour permettre aux troupes de première ligne d'utiliser des tirs d'artillerie et de mortier contre des éléments de la KPA dans ou au sud de la DMZ et contre des tirs de la KPA depuis le nord de la ligne de démarcation militaire, bien qu'en pratique cela n'ait été utilisé qu'avec parcimonie. Un nouveau système de rotation de quatre mois a été introduit en octobre 1967 pour garantir que chaque bataillon ne reçoive que sa juste part de temps pour occuper et patrouiller la barrière. La 7ID a envoyé un bataillon d'infanterie à la fois pour renforcer la 3e brigade, 2ID, augmentant la défense à quatre bataillons sur la ligne plus les forces de réaction rapide.
La Corée du Sud a lancé au moins trois raids transfrontaliers de représailles à la fin de 1967 en utilisant de petites équipes de transfuges nord-coréens. Les raids ont tué 33 soldats de l'APK.

### Littoral coréen
Empêcher l'infiltration en mer créa un défi impossible pour le commandement de l'ONU, qui manquait d'avions, de navires, de radars et de communications appropriés. La marine de la ROK ne possédait que 72 navires pour patrouiller sur plus de 7 000 kilomètres de côtes accidentées. Le long des côtes, quelque 20 000 garde-côtes non armés, parfois complétés par des réservistes de l'Armée de terre de la république de Corée (ROKA), patrouillaient sur les plages et lorsque des signes de débarquement étaient découverts, ceux-ci étaient signalés à la police nationale et des forces de réaction rapide étaient déployées. Face à de mauvaises communications et un manque d'hélicoptères, les forces de réaction rapide arrivaient rarement à temps avant que les infiltrés ne se dispersent dans l'arrière-pays coréen.

### Opérations de contre-insurrection
En 1966 et en 1967, il n'existait aucun plan de contre-insurrection coordonné en Corée du Sud. Les infiltrations ont été traitées au cas par cas par la ROKA, la police nationale, les unités de contre-espionnage de l'armée et la KCIA, généralement en fonction de l'estimation de la menace et des unités qui se trouvaient à proximité. Le président Park hésitait à lever et à armer une milice civile car il ne faisait pas entièrement confiance à la loyauté de la population envers son gouvernement.
Le général Bonesteel considérait la contre-insurrection comme une responsabilité entièrement interne du gouvernement sud-coréen. Alors qu'il fournit un certain soutien matériel, y compris ses hélicoptères et plusieurs équipes A des forces spéciales du 1er groupe de forces spéciales sur Okinawa pour former la ROKA et la police de combat nouvellement formée aux tactiques de contre-insurrection, il refusa de prendre la responsabilité des opérations de contre-insurrection.
À la fin de 1967, il était clair que les Nord-Coréens tentaient de développer une insurrection à grande échelle dans le Sud avec des bastions dans les montagnes Taebaek et autour de la montagne Jirisan. Le président Park, en consultation avec le général Bonesteel, élabora une stratégie de contre-insurrection sous la forme de l'instruction présidentielle #18. L'instruction a établi un conseil national de coordination avec des chaînes de commandement claires pour toutes les classes d'incidents allant des observations d'agents individuels aux troubles au niveau provincial. Huit (plus tard dix) nouveaux bataillons de contre-infiltration ROKA devaient être formés, ainsi qu'une nouvelle expansion de la police de combat.

## Janvier 1968

### Raid sur la Maison-Bleue

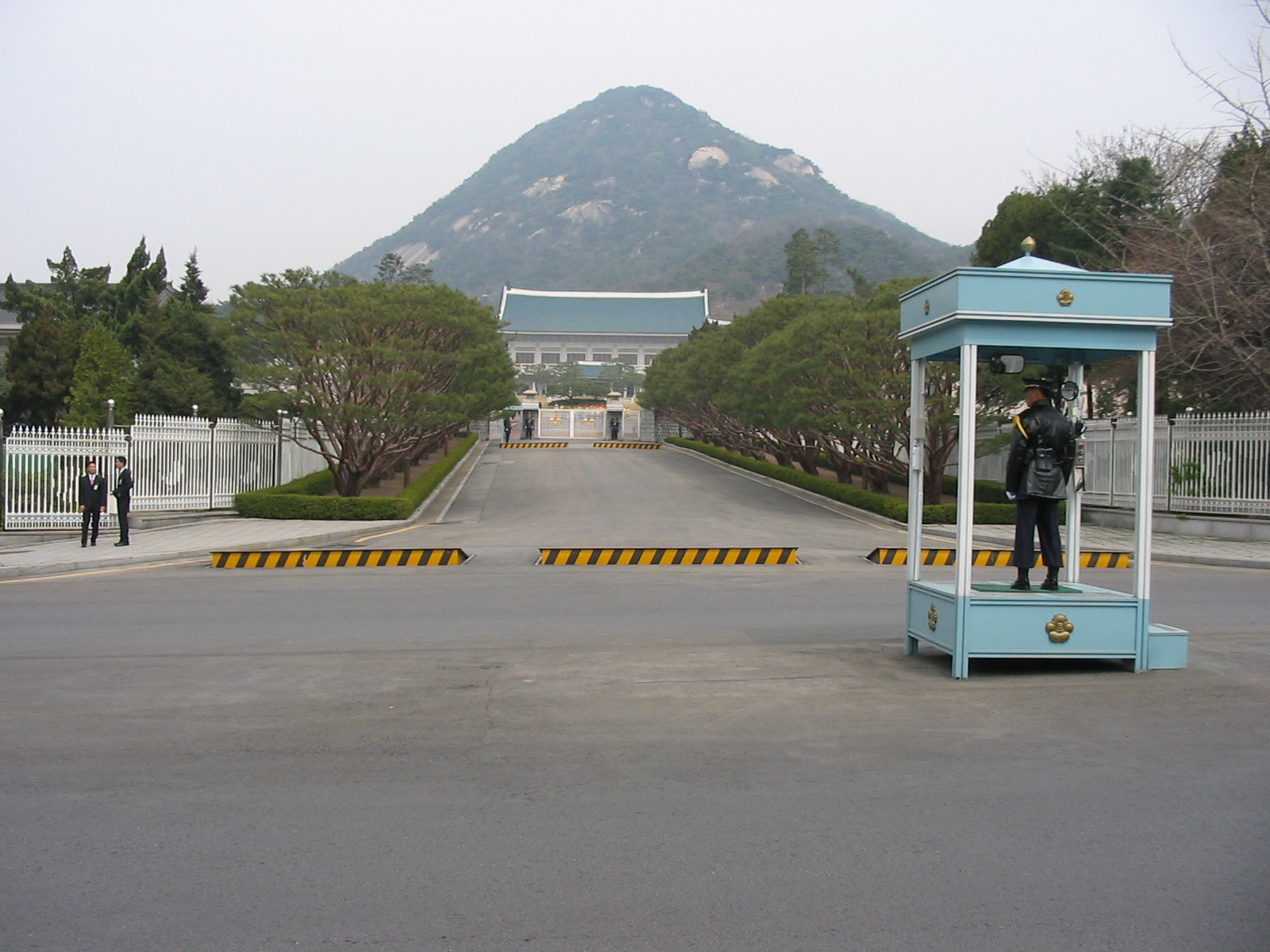
Le complexe de la Maison-Bleue à Séoul, en Corée du Sud, en avril 2007. Il sert de bureau exécutif et de résidence officielle au président sud-coréen.

Dans la nuit du 17 janvier 1968, 31 hommes de l'unité 124 ont pénétré dans le secteur de la 2ID de la DMZ en coupant à travers la clôture grillagée et en passant sans être détectés à moins de 30 mètres d'une position de la 2ID habitée. La mission de l'unité 124, comme leur a expliqué le chef du bureau de reconnaissance de la KPA, le lieutenant-général Kim Chung-tae, était « d'aller à Séoul et de couper la tête de Park Chung-hee ». Ceux-ci espéraient qu'en assassinant Park, le Sud serait plongé dans la tourmente, provoquant le soulèvement de la population sud-coréenne et la lutte contre le gouvernement sud-coréen et les soldats américains, conduisant à la réunification.
Dans l'après-midi du 19 janvier, l'unité 124 croisa quatre bûcherons, mais plutôt que de les liquider, le commandant de l'unité tenta de les endoctriner avec des détails sur l'insurrection à venir et les gloires du communisme nord-coréen. Les Nord-Coréens ont relâché les bûcherons en les avertissements de ne pas avertir les autorités. Mais ceux-ci ont prévenu la police dans les plus brefs délais, et une alerte est remonté à la chaîne de commandement conformément à l'instruction présidentielle n° 18. Au matin du 20 janvier, la police et l'armée étaient en pleine alerte, mais ne connaissant pas la mission de l'unité 124, ils tentaient de garder des sites importants ainsi que les approches de Séoul.
L'unité 124 est entrée à Séoul dans des cellules de 2 à 3 hommes le 20 janvier, et notant la sécurité accrue et en écoutant les fréquences radio de la ROKA, ils ont conçu un nouveau plan d'assaut. Se changeant en uniformes de la 26e division d'infanterie, ils ont marché les 2 derniers km jusqu'à la Maison-Bleue, se faisant passer pour une unité revenant d'une patrouille de contre-guérilla. Après avoir dépassé plusieurs unités de la ROKA et de la police, l'unité 124 a été arrêtée par une unité de police à seulement 100 mètres de la Maison-Bleue. La police a commencé à les interroger et lorsqu'un policier montra des signes suspects, notamment en sortant son pistolet, il fut abattu par un membre de l'unité 124.
Une fusillade à alors éclatée au cours de laquelle deux membres de l'unité 124 ont été tués. La ROKA, la police et l'armée américaine ont commencé une chasse à l'homme massive alors que les membres restants de l'unité 124 tentaient de s'échapper vers le nord pour traverser la DMZ. 26 autres membres de l'unité 124 ont été tués, un capturé (Kim Shin-jo) et deux disparus présumés tués (bien qu'au moins un membre de l'unité ait apparemment survécu et soit retourné en Corée du Nord) tandis que 26 Sud-Coréens et 4 militaires américains ont été tués.

### L'incident duPueblo
Le 23 janvier 1968, des patrouilleurs nord-coréens opérant sous le couvert de chasseurs MiG-21 ont capturé l'USS Pueblo (AGER-2) dans les eaux internationales au nord-est de Wonsan, tuant un membre d'équipage. Bonesteel n'était pas au courant de la mission du Pueblo et la 314e division aérienne ne disposait pas d'avion approprié disponible pour prêter assistance au navire américain. Au moment où l'avion d'attaque pouvait être envoyé dans la région, le Pueblo et ses 82 membres d'équipage restants étaient en captivité dans le port de Wonsan.

### Réactions américano-sud-coréennes
La saisie du Pueblo est l'une des nombreuses crises auxquelles l'administration Johnson était confrontée en janvier 1968 : au Vietnam, la bataille de Khe Sanh avait débuté le 21 janvier. Le président Johnson a ordonné une démonstration de force avec un déploiement massif de moyens aériens et navals américains en Corée sous les noms de code d'opération Combat Fox (plus de 200 avions de combat) et d'opération Formation Star (six porte-avions plus des navires de soutien) ainsi qu'une mobilisation partielle de réservistes pour la première fois depuis la crise des missiles de Cuba.
Malgré ce renforcement militaire, le président Johnson a souhaité éviter d'aggraver le conflit existant en Corée et a chargé Bonesteel d'entamer des négociations pour le retour de l'équipage du Pueblo avec les Nord-Coréens par l'intermédiaire de la Commission militaire d'armistice à Panmunjeom. Alors même que les forces supplémentaires se déployaient en Corée du Sud, l'offensive du Têt au Sud-Vietnam a commencé le 30 janvier 1968. Johnson considérait que la saisie du Pueblo et le moment de l'offensive du Têt avaient été coordonnés pour détourner les ressources américaines du Vietnam et forcer les Sud-Coréens à retirer leurs deux divisions et leur brigade de marine du Sud-Vietnam.
Contrairement à Johnson, Bonesteel ne fut pas du même avis. Il considérait le raid de la Maison-Bleue comme une opération ayant été planifié au plus haut niveau en Corée du Nord, tandis que la prise du Pueblo semblait simplement opportuniste et le moment de l'offensive du Têt comme nécessaire, mais sans coïncidence. Il ne vit aucun changement dans sa mission de défendre la Corée du Sud et d'empêcher une escalade du conflit de faible intensité existant.
Les Sud-Coréens voyaient les choses différemment. Ils considéraient le raid de la Maison-Bleue et la saisie du Pueblo comme des signes d'une menace nord-coréenne qui devait être combattue avec force par la république de Corée et les États-Unis. Lorsque la nouvelle des négociations entre les États-Unis et les Nord-Coréens à Panmunjeom devint publique le 6 février, l'administration de Park a accusé les États-Unis de mener une politique d'apaisement. Les éditoriaux des journaux et les responsables gouvernementaux ont suggéré que les unités coréennes au Sud-Vietnam devraient être rappelées pour faire face à la menace nord-coréenne, tandis que divers conseillers ont persuadé Park de « se diriger vers le Nord » avec ou sans les Américains. Park a refusé de négocier sérieusement avec Bonesteel ou l'ambassadeur William J. Porter (en). Il apparaissait que la scission que Kim Il-sung espérait créer entre la république de Corée et les États-Unis devenait une réalité.
Le 10 février, Cyrus Vance est arrivé à Séoul pour négocier avec Park au nom de Johnson. Les deux hommes se rencontrent le 11 février et exposent la position de l'administration Johnson : il n'y aura pas de guerre plus large en Corée, toute action transfrontalière de la ROK était soumise à l'approbation de Bonesteel qui aurait lui-même besoin de l'approbation du président Johnson et les États-Unis négocieront avec force pour obtenir la libération de l'équipage du Pueblo. Vance a offert à Park 100 millions de dollars d'aide militaire immédiate (y compris des avions de combat F-4D Phantom II) et d'autres suivront, à condition que Park accepte de ne pas « aller vers le Nord ». Quatre jours plus tard, celui-ci accepta les conditions de Vance.

## Mise en œuvre de la stratégie américaine et sud-coréenne
Le raid de la Maison-Bleue et l'incident du Pueblo ont tous deux servi à rehausser le profil du conflit de faible intensité mené en Corée du Sud et ont finalement apporté les ressources nécessaires pour mettre pleinement en œuvre la stratégie de contre-insurrection conjointe États-Unis / RDC.
Le déploiement massif de navires de guerre et d'avions de combat américains dans les opérations Formation Star et Combat Fox a servi à dissuader de nouvelles incursions à grande échelle. Une fois la menace immédiate passée, la septième flotte américaine a retiré ses navires à la mi-1968, tandis que l'US Air Force a progressivement réduit son déploiement de l'opération Combat Fox sur une période de 16 mois.

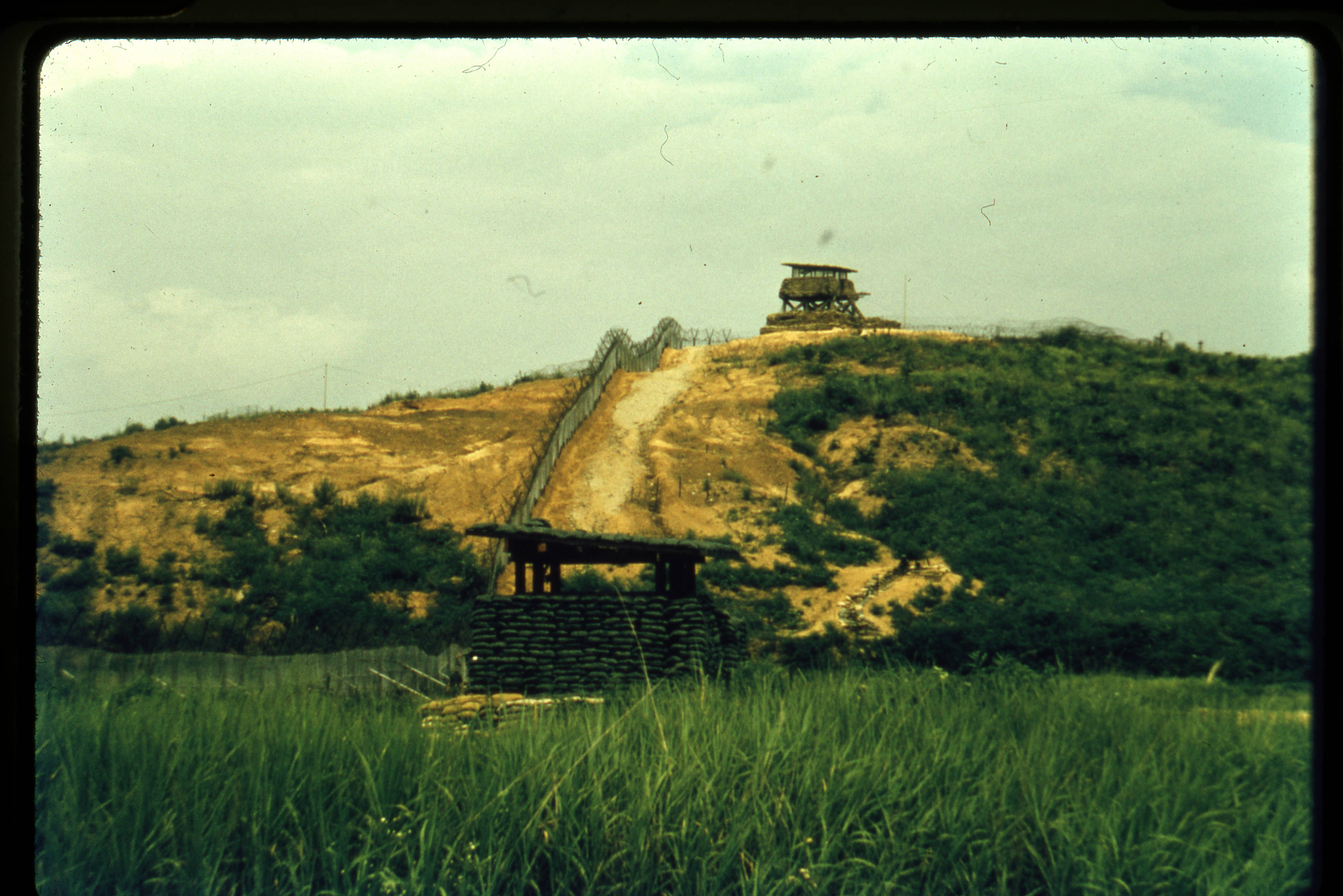
Clôture de délimitation sud de la DMZ et tours de garde, 14 août 1968.

Le 1er avril 1968, le ministère de la Défense, sur la recommandation du général Bonesteel, a déclaré la zone DMZ-rivière Imjin comme zone de tir hostile, donnant droit aux militaires stationnés dans la région à une indemnité de tir hostile et plus tard à l'attribution du Combat Infantryman Badge et du Combat Medical Badge à tous les hommes qualifiés servant au nord de la rivière Imjin. Ce changement de désignation signifiait également que la Corée recevrait désormais la priorité après le Sud-Vietnam. En plus des 100 millions de dollars promis à la république de Corée par l'envoyé Vance, le Congrès a également alloué 230 millions de dollars pour améliorer les installations des États-Unis et de la république de Corée et la préparation au combat dans la DMZ. Des matériaux d'une valeur de 32 millions de dollars pour la construction de la barrière DMZ et des équipements de communication ont été transportés par avion vers la Corée du Sud, permettant l'achèvement de la barrière anti-infiltration améliorée le long de l'ensemble de la DMZ avant le 30 juillet 1968. Le 6e peloton d'aviation qui était en route vers le Sud-Vietnam a plutôt été déployé en Corée du Sud ; ses 12 UH-1D Hueys a plus que doublé le nombre d'UH-1 disponibles, permettant à certains de rester en alerte avec des forces de réaction rapide tandis que d'autres menaient des contre-attaques et des opérations d'infiltration. Plusieurs milliers d'hommes enrôlés supplémentaires ont été affectés à la huitième armée pour pallier les pénuries de main-d'œuvre tandis que le programme « Imjin Scout » a amélioré la formation aux tactiques de contre-infiltration. Des équipes de traqueurs de chiens ont été déployées, permettant une meilleure détection des infiltrés, tandis que plusieurs centaines de fusils M16 ont été achetés, permettant aux patrouilles d'égaler la puissance de feu des infiltrés de la KPA. Ces améliorations prises ensemble ont entraîné une augmentation spectaculaire de la détection et de l'élimination des infiltrés de la KPA en 1968.
Le raid de la Maison-Bleue a convaincu le président Park d'apporter un changement crucial à la directive présidentielle n° 18. En février 1968, il a ordonné la création de la Force de réserve de défense intérieure (HDRF), annoncée publiquement en avril. Dans les 6 mois plus de 2 millions de citoyens sud-coréens s'étaient portés volontaires pour former plus de 60 000 pelotons et compagnies de défense locale. Park a également ordonné la création de 20 villages de reconstruction juste au sud de la DMZ, peuplés d'anciens soldats armés et de leurs familles et l'envoi d'équipes d'action médicale / éclaircissantes de la ROKA dans des zones reculées, en particulier dans les régions de Taebaek et des montagnes du Jirisan.

## Débarquements d'Uljin-Samcheok
Alors que la DMZ devint de plus en plus difficile à pénétrer en 1968, le littoral sud-coréen, malgré quelques améliorations des capacités de la marine de la ROK, demeura vulnérable à l'infiltration.

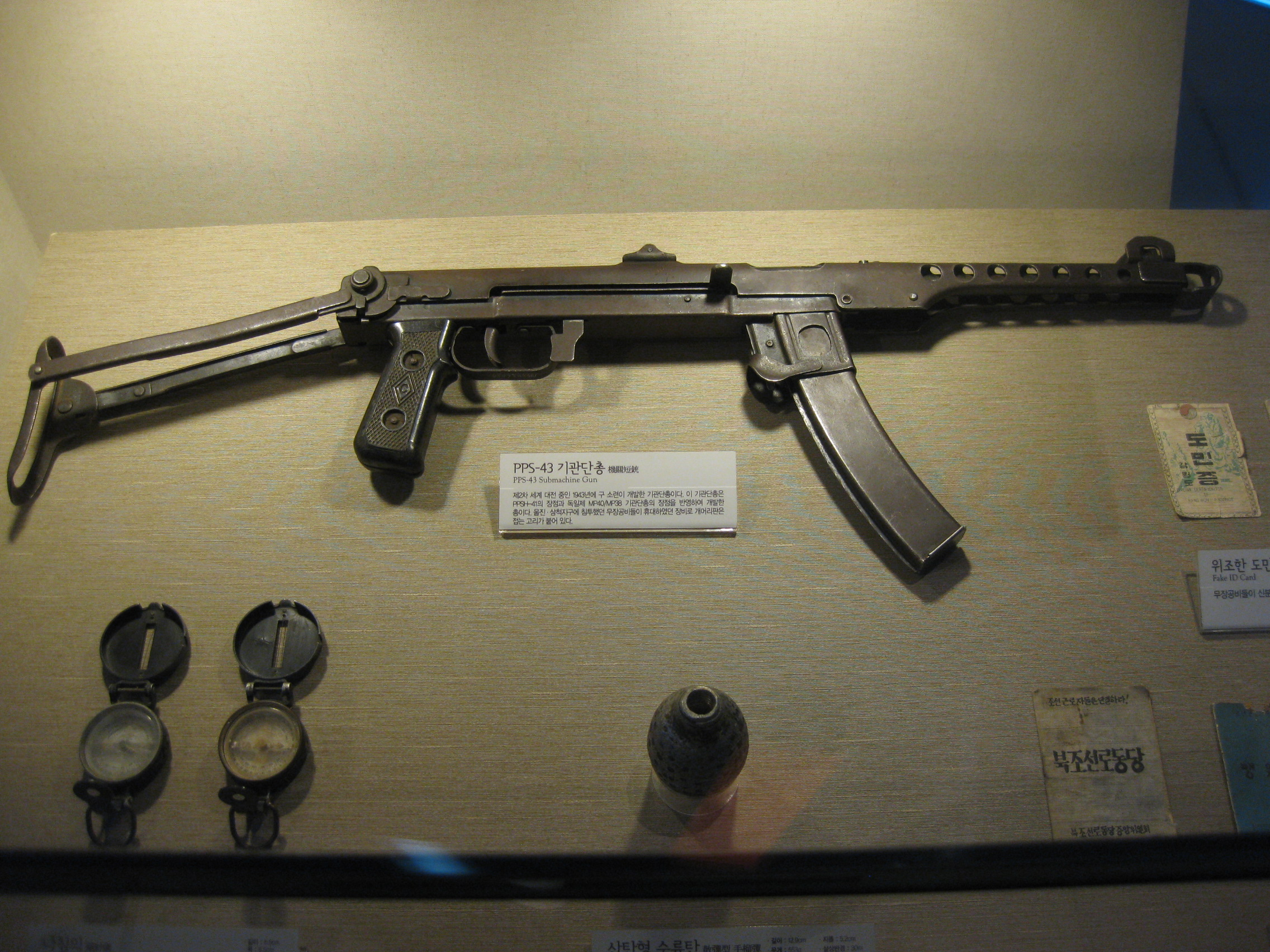
PPS-43, boussoles, grenade et fausse carte d'identité du débarquement d'Uljin-Samcheok exposés au Mémorial de la guerre de Corée.

Dans la nuit du 30 octobre 1968, 120 hommes de l'unité 124 ont débarqué à 8 endroits distincts entre Uljin et Samcheok dans la province de Gangwon et se sont déplacés vers l'intérieur des terres pour une mission de 30 jours afin de créer des bases de guérilla dans les montagnes Taebaek. Le matin du 31 octobre, ils sont entrés dans plusieurs villages et ont commencé à endoctriner les villageois, dont plusieurs se sont éclipsés pour alerter les autorités. Les forces de la ROKA sont rapidement arrivées dans la région à bord des UH-1 Hueys du 6e peloton d'aviation et de certains des nouveaux UH-1 fournis à la ROKA dans le cadre du programme d'assistance militaire. La 36e division d'infanterie de la défense intérieure, des parties de deux autres divisions, un bataillon du corps des marines de la ROK, des compagnies de police de combat, un groupe de forces spéciales de la ROK et des milliers de réserves de défense intérieure ont pris part à la chasse à l'homme qui suivra. En deux semaines, la plupart des infiltrés avaient été tués. Le 9 décembre, plusieurs commandos ont assassiné Lee Seung-bok (en), 10 ans, et 3 autres membres de sa famille à leur domicile sur le versant nord reculé de la montagne Gyebang. Au moment où le président Park a suspendu l'opération le 26 décembre, 110 Nord-Coréens avaient été tués et 7 capturés, pour la perte de 40 membres de l'armée régulière, de la police et de la milice et de 23 civils.

## Changements de stratégie nord-coréens
À la fin de 1968, il était évident que malgré deux ans d'opérations non conventionnelles, la Corée du Nord n'avait pas réussi à déclencher une insurrection dans le Sud, la relation américano-coréenne était plus forte que jamais et le président Park avait cimenté sa légitimité auprès de la population. Fin décembre, Kim Il-sung a purgé les officiers supérieurs responsables de la campagne de guerre non conventionnelle en les accusant de ne pas avoir correctement mis en œuvre la ligne du Parti, rien ne pouvait laisser entendre que la ligne du Parti du travail de Corée (KWP) n'attirait tout simplement pas les Sud-Coréens. Le ministre de la Défense, le général Kim Chongbong et le président du bureau politique de l'armée populaire de Corée (KPA), le général Ho Pong-haek ont tous deux été exécutés, tandis que le chef d'état-major général, le chef du bureau de reconnaissance, le commandant de la marine populaire de Corée (KPN) et les commandants de trois corps de première ligne de la KPA ont tous été emprisonnés. Les unités 124 et 283 ont été dissoutes et les capacités de guerre spéciales ont été explicitement subordonnées aux opérations militaires conventionnelles. La KPA a été transformé par l'institution d'un système de commissaire dans toutes les unités jusqu'au niveau de la compagnie pour assurer le contrôle du KWP sur toutes les activités militaires. Malgré le changement de stratégie, la Corée du Nord a continué à mener des infiltrations, apparemment comme couverture pendant la purge et la restructuration.
Le commandement de l'ONU n'a pas initialement apprécié les changements à Pyongyang, considérant la réduction des infiltrations comme étant causée par une action efficace de l'ONU plutôt que par l'abandon par Pyongyang de sa stratégie ratée ; des sources de renseignement limitées et quelques discours publiés de Kim Il-sung ont donné peu d'indices sur le changement de politique du KWP. À la mi-mars, les forces combinées de l'exercice Focus Retina ont commencé en Corée du Sud, cet exercice a été condamné par le Nord comme une répétition générale pour une invasion et les habitués de la KPA ont commencé une série d'attaques et d'infiltrations contre la position de la 2ID sur la DMZ qui a duré jusqu'à la mi-mai.
Le 15 avril 1969 (anniversaire de Kim Il-sung), deux MiG KPAF abattent un EC-121M Warning Star de l'USAF lors d'une mission de renseignement électronique à 167 km au large de la côte est de la Corée du Nord, tuant les 31 membres d'équipage. Le président Richard Nixon et le conseiller à la sécurité nationale Henry Kissinger ont envisagé une frappe aérienne de représailles ou une escorte aérienne liée à une plainte diplomatique à la table de la trêve, tous deux initialement favorables à une frappe aérienne au motif que la force devait être combattue par la force. Les conseillers de Nixon se sont opposés à une frappe aérienne, craignant que cela ne provoque une guerre à grande échelle alors que les États-Unis étaient déjà engagés au Vietnam. Ils étaient soutenus en cela par le général Bonesteel et l'ambassadeur Porter. Le 18 avril, Nixon annonça que les futurs vols de renseignement seront escortés par des chasseurs (ce qui avait été le cas jusqu'à la fin de 1968, date à laquelle on croyait que les tensions sur la péninsule coréenne s'étaient apaisées) et une protestation fut déposée auprès des Nord-Coréens à Panmunjom qui fut acceptée sans commentaire. Du 19 au 26 avril, la Task Force 71 de la Septième flotte (comprenant 4 porte-avions et leurs escortes) a mené des opérations au large de la côte est de la Corée du Nord en guise de démonstration de force.

## Diffusion des conflits
En mai 1969, le niveau d'intensité du conflit avait considérablement diminué. Des incidents isolés ont continué à se produire, en particulier le long des secteurs contrôlés par la ROKA de la DMZ, mais il devint clair que le Nord avait abandonné ses espoirs de déclencher une insurrection dans le Sud. Les améliorations qualitatives de l'armée de la république de Corée signifiaient que les États-Unis pouvaient commencer à envisager une réduction de leur présence militaire en Corée du Sud. Le 25 juillet 1969, le président Nixon annonça dans sa doctrine Nixon que, désormais, les États-Unis s'attendaient à ce que leurs alliés se défendent avec le soutien aérien et maritime américain (et le parapluie nucléaire), mais pas les troupes terrestres américaines.
Bien que visant principalement le Sud-Vietnam, cette politique s'appliquera également à la Corée du Sud (cependant, Nixon assura au président Park que son engagement envers la Corée du Sud demeurait inchangé). Le 1er octobre 1969, le général Bonesteel a remis le commandement de l'USFK au général John H. Michaelis (en). L'une des premières tâches du général a été de négocier la libération de trois soldats américains capturés lorsque leur hélicoptère OH-23 a été abattu après avoir traversé la DMZ ; leur libération le 3 décembre 1969 est considérée comme la fin officielle du conflit.

## Chronologie

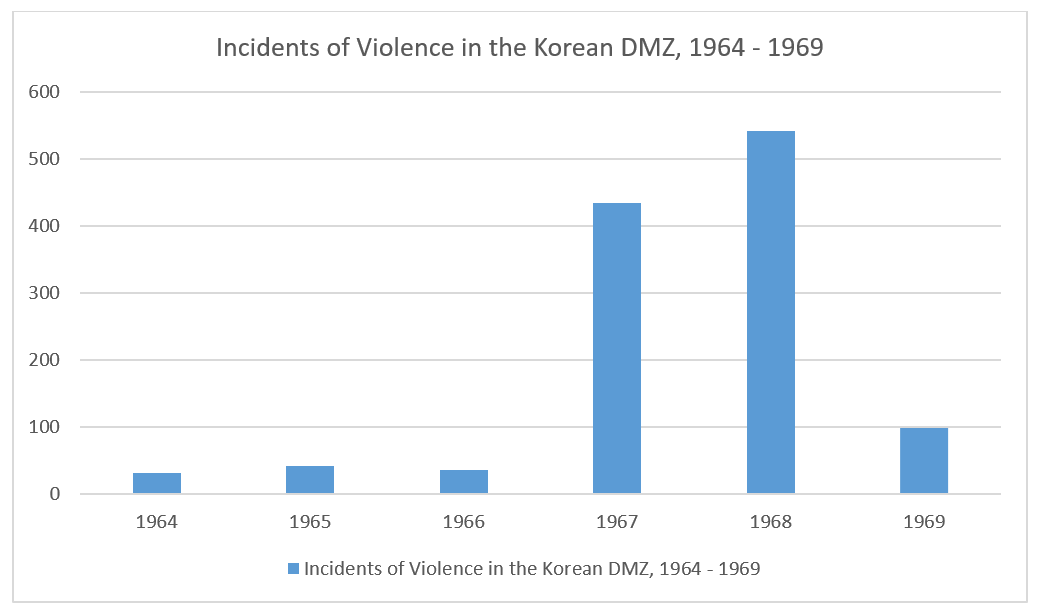
Incidents majeurs - DMZ coréenne, 1964-1969.

### 1966
- 2 novembre : patrouille de la 2e division d'infanterie (2ID) (1er bataillon, 23e régiment d'infanterie) prise en embuscade au sud de la DMZ. Six soldats US tués au combat, un soldatKATUSA tués au combat, un soldat US blessé au combat ; pertes de la KPA inconnues. Le soldat Ernest Reynolds reçoit à titre posthume la Silver Star pour ses actions lors de l'embuscade[25]. Une patrouille de la ROKA est prise en embuscade la même nuit. Deux soldats de la ROK tués au combat[1].

### 1967
- 19 janvier : le ROKS Dangpo (PCEC 56) (anciennement USS Marfa (PCE-842)), est coulé par l'artillerie côtière nord-coréenne au nord de la ligne de démarcation maritime au large de la côte est de la Corée[2], 39 marins de l'équipage de 79 sont tués.
- 12 février : patrouille de la 2ID (3/23e infanterie) prise en embuscade au sud de la DMZ. Un tué au combat américain ; pertes de la KPA inconnues.
- 5 avril : le poste de garde de la 2ID a engagé des infiltrés de la KPA au sud de la DMZ. Aucune perte américaine ; cinq soldats de la KPA tués au combat.
- 29 avril : une patrouille de la 2ID a tendu une embuscade aux infiltrés de l'APK au sud de la DMZ. Aucune perte américaine ; un soldat de la KPA tué au combat, un soldat de la KPA blessé et un autre capturé.
- 22 mai : caserne de la 2ID (infanterie 1/23) démolie par une explosion nocturne au sud de la DMZ. Deux soldats US tués au combat, 17 soldats US blessés[26].
- 16 juillet : barrière de la 2ID, position #32, dépassée. Trois soldats US tués au combat (2-23e infanterie), un soldat de la KATUSA blessé au combat.
- 10 août : l'équipe de construction de la 7ID (Compagnie B, 2e Bataillon, 31e régiment d'infanterie, 7ID) a tendu une embuscade bien au sud de la DMZ en plein jour. Trois soldats US tués au combat, seize blessés, un blessé est décédé plus tard des suites de ses blessures au 121e EVAC ; pertes de la KPA inconnues.
- 22 août : jeep de la 2ID détruite par une mine et une embuscade au sud de la DMZ. Un tué au combat américain, un blessé américain ; pertes de la KPA inconnues.
- 28 août : l'équipe de construction de la Huitième Armée (76e génie) est prise en embuscade en plein jour près de la zone de sécurité commune mais toujours au sud de la DMZ. Deux soldats US tués au combat, deux soldats KATUSA tués au combat, quatorze soldats US blessés, neuf soldats de la KATUSA blessés, trois civils blessés ; pertes de la KPA inconnues.
- 29 août : jeep de la 2ID détruite par une mine au sud de la DMZ. Trois soldats US tués au combat, cinq soldats US blessés ; aucune perte de la KPA.
- 7 octobre : un patrouilleur de la 2ID est pris en embuscade sur la rivière Imjin au sud de la DMZ. Un tué au combat américain ; pertes de la KPA inconnues.

### 1968
- 20-21 janvier : 31 commandos nord-coréens de l'unité 124 traversent la frontière déguisés en soldats sud-coréens pour tenter d'assassiner le président Park Chung-hee à la Maison-Bleue. L'échec de la mission provoque 28 commandos tués, deux présumés morts et le dernier capturé. 68 Sud-Coréens ont été tués et 66 blessés, dont environ 24 civils. Trois Américains ont été tués et trois autres blessés pour tenter d'empêcher les commandos de s'échapper via la DMZ[1].
- 22 janvier : poste de garde de la 2ID engagé par des infiltrés de la KPA. Trois soldats US blessés ; pertes de la KPA inconnues.
- 23 janvier : Saisie de l'USS Pueblo au large de la côte est de la Corée du Nord. Un soldat US tué au combat.
- 24 janvier : position de la 2ID (1/23e infanterie) attaquée au sud de la DMZ par des exfiltrateurs de l'unité KPA 124. Deux soldats US tués au combat ; trois soldats de la KPA blessés.
- 26 janvier : position défensive de la 2ID (2/72e blindée) attaquée au sud de la DMZ par des exfiltrateurs de l'unité 124 de la KPA.
- 29 janvier : des patrouilles et des avant-postes de la 2ID ont engagé et repoussé quatre équipes d'infiltrés de la KPA. Aucune perte américaine ; pertes de la KPA inconnues.
- 6 février : poste de garde de la 2ID attaqué. Aucune perte américaine ; un soldat de la KPA blessé.
- 27 mars : les forces de réaction de la 2ID et la 25e division d'infanterie de la ROK tendent une embuscade aux infiltrés de la KPA. Aucune perte américaine ; trois soldats de la KPA tués au combat.
- 14 avril : un camion du groupe de soutien de l'armée américaine est pris en embuscade au sud de la zone de sécurité conjointe, vers minuit le dimanche de Pâques[27]. Deux soldats US tués au combat, deux soldats de la KATUSA tués au combat, deux soldats US blessés ; pertes de la KPA inconnues.
- 20 avril : patrouille de la 2ID (2/23e infanterie) prise en embuscade dans la DMZ près de MDL, un soldat US blessé, un soldat de la KPA tué au combat.
- 21 avril: patrouille de la 7ID (2/31e infanterie) engage la compagnie d'infiltration de la KPA dans la DMZ. Un soldat US tué au combat, trois soldat US blessés ; cinq soldats de la KPA tués au combat, quinze soldats de la KPA blessés.
- 27 avril : patrouille de la 7ID (2/31e infanterie) prise en embuscade dans la DMZ. Un soldat de la KATUSA tué au combat, deux soldats US blessés ; pertes de la KPA inconnues.
- 3 juillet : patrouille de la 2ID prise en embuscade dans la DMZ. Un soldat US blessé ; pertes de la KPA inconnues.
- 20 juillet : patrouille de la 2ID prise en embuscade dans la DMZ. Un soldat US tué au combat ; pertes de la KPA inconnues. Patrouille de la 7ID (1er bataillon, 32e régiment d'infanterie) prise en embuscade dans la DMZ. Un soldat US tué au combat ; pertes de la KPA inconnues.
- 21 juillet : patrouille de la 2ID (2e bataillon, 38e régiment d'infanterie) prise en embuscade dans la DMZ. Un soldat US blessé, un soldat de la KATUSA blessé.
- 30 juillet : patrouille de la 2ID (3/23e Infanterie) prise en embuscade dans la DMZ. Un soldat US tué au combat, trois soldats US blessés ; pertes de la KPA inconnues.
- 5 août : patrouille 2ID (1/38e infanterie) prise en embuscade au sud de la DMZ en plein jour. Un soldat US tué au combat, quatre soldats US blessés ; un soldat de la KPA tué au combat.
- 18 août : patrouille de la 7ID (1/32e infanterie) prise en embuscade au sud de la DMZ. Deux soldats US tués au combat ; deux soldats de la KPA blessés.
- 19 septembre : patrouilles de la 2ID (2/38e infanterie) et des forces de réaction rapide (4e escadron, 7e régiment de cavalerie, 2e bataillon, 9e régiment d'infanterie et la 2e division Counter Agent Company) isolent et détruisent l'escouade d'infiltration de la KPA. Deux soldats de la KATUSA tués au combat, six soldats de la KATUSA blessés ; quatre soldats de la KPA tués au combat, un soldat de la KPA blessé.
- 27 septembre : jeep de la 2ID prise en embuscade dans la DMZ. Deux soldats US tués au combat ; pertes de la KPA inconnues.
- 3 octobre : le poste de garde de la 7ID (1/31e infanterie) engage l'exfiltreur de la KPA au sud de la DMZ. Aucune perte américaine ; un soldat de la KPA tué au combat.
- 5 octobre : patrouille de la 2ID prise en embuscade dans la DMZ. Un soldat US tué au combat, deux soldats US blessés ; pertes de la KPA inconnues.
- 10 octobre : patrouille navale de la 2ID a engagé un infiltré de la KPA traversant la rivière Imjin. Aucune perte américaine ; un soldat de la KPA tué au combat.
- 11 octobre : une patrouille de la 2ID a tendu une embuscade aux infiltrés de la KPA dans la DMZ. Aucune perte américaine ; deux soldats de la KPA tués au combat.
- 23 octobre : la patrouille de la 2ID a engagé des infiltrés de la KPA dans la DMZ. Un soldat US tué au combat, cinq soldats US blessés ; un soldat de la KPA tué au combat.
- 30 octobre : débarquement d'Uljin-Samcheok (Gangwon-do) par 120 hommes de l'unité KPA 124 ; 110 d'entre eux ont été tués, 7 ont été capturés et 3 se sont échappés. 40 soldats de la ROKA et de la Police tués au combat et 23 civils tués[1].

### 1969
- 23 janvier : les postes de garde de la 2ID ont repoussé les infiltrés de la KPA. Aucune perte américaine ; pertes de la KPA inconnues.
- 4 février : les postes de garde de la 2ID ont repoussé les infiltrés de la KPA. Aucune perte américaine ; pertes de la KPA inconnues.
- 13 mars : patrouille de réparation de clôture de la 2ID (2/38e infanterie) engagée par des infiltrés de la KPA. Aucune perte américaine ; pertes de la KPA inconnues.
- 15 mars : patrouille de maintenance des balises de la 2ID prise en embuscade dans la DMZ. Un soldats US tué au combat, deux soldats US blessés, un soldats de la KATUSA blessé. L'hélicoptère d'évacuation médicale s'est écrasé après le décollage, tuant cinq aviateurs et trois blessés.
- 16 mars : la patrouille de la 2ID a engagé des infiltrés de la KPA dans la DMZ. Aucune perte américaine ; pertes de la KPA inconnues.
- 20 mars : une patrouille de la 2ID engage une patrouille de la KPA dans la DMZ. Aucune perte américaine ; pertes de la KPA inconnues.
- 29 mars : une patrouille de la 2ID engage une patrouille de la KPA dans la DMZ. Aucune perte américaine ; pertes de la KPA inconnues.
- 7 avril : six infiltrés nord-coréens traversent la frontière près de Chumunjin, Gangwon-do et tuent un policier sud-coréen de garde
- 15 avril : des chasseurs de la KPAF abattent un avion EC-121 Warning Star de la marine américaine au-dessus de la mer du Japon (mer de l'Est) ; 31 membres d'équipage américains tués.
- 15 mai : la patrouille de la 2ID engage un infiltré de la KPA. Un soldat US blessé, un soldat de la KATUSA blessé ; pertes de la KPA inconnues.
- 20 mai : le poste de garde 2ID engage des infiltrés de la KPA. Aucune perte américaine ; un soldat de la KPA tué au combat.
- 21 juillet : les postes de garde de la 2ID ont engagé et repoussé les infiltrés de la KPA. Aucune perte américaine ; pertes de la KPA inconnues.
- 17 août : un hélicoptère OH-23 de la Huitième Armée (59e compagnie d'aviation) s'est égaré au nord de la DMZ et a été abattu. Trois américains capturés et finalement relâchés le 3 décembre 1969.
- 18 octobre : jeep de la 7ID prise en embuscade dans la DMZ. Quatre soldats US tués au combat ; pertes de la KPA inconnues.